# Den Sociale Højskole i København
Den Sociale Højskole i København var en professionsskole for socialrådgiveruddannelser og anden uddannelse indenfor socialsektoren i København.
Skolen blev oprindeligt etableret i 1937 som Den sociale Skole paa Københavns Kommunehospital. I 1952 overtog Den Sociale Højskole bygningen i Randersgade 10 på Østerbro i København, hvor Det Kongelige Opfostringhus tidligere havde haft til huse. Fra 1992 og frem til årsskiftet 2024-2025 blev Den Sociale Højskole i Københavns aktiviteter videreført på Kronprinsesse Sofies Vej 35 på Frederiksberg.
I 1957 startede Den Sociale Skole i Aarhus som en filial af Den Sociale Skole i København. I 1961 blev henholdsvis Den Sociale Højskole København og Den Sociale Højskole Århus afdelinger under Danmarks Sociale Højskole. I perioden frem til 1971 blev Den Sociale Højskole Odense, Den Sociale Højskole Ålborg og Den Sociale Højskole Esbjerg dannet. 

## Uddannelser på den Sociale Højskole
I 1937 startede skolen med at tilbyde et socialhjælperkursus af 15 måneders varighed. Kurset, der siden blev til socialrådgiveruddannelsen, blev oprettet som følge af behovet for social rådgivning, der opstod i kølvandet på Socialreformen fra 1933. 
Hvad der i 1977 skulle blive til Socialpædagogisk Højskole, begyndte i 1952 på Den Sociale Højskole med en videregående uddannelse for ledere ved opdragelseshjem med undervisning i pædagogik, psykologi, sundheds- og sygdomslære, samfundsspørgsmål, manuelle fag samt administration. Samtidig blev en grunduddannelse oprettet. Den videregående uddannelse blev i 1962 omdøbt til Børneforsorgens Fortsættelsesseminarium. I 1971 flyttede seminariet til nye lokaler på Kastelsvej.  

## De sociale uddannelser flytter til professionshøjskolerne
I forbindelse med Folketingets beslutning om at danne nye flerfaglige og regionale professionshøjskoler i 2007 blev de sociale højskoler nedlagt som selvstændige institutioner og indgik derefter i de nye professionshøjskoler. 
I 2008 blev Den Sociale Højskole i København en del af Professionshøjskolen Metropol, og ændrede i 2009 navn til Metropol Socialrådgiveruddannelserne. Siden er Metropol fusioneret med Professionshøjskolen UCC og blevet til Københavns Professionshøjskole. Fra februar 2025 blev socialrådgiveruddannelserne i København flyttet fra Frederiksberg til Campus Carlsberg.

## Ledelse
Denne liste er ufuldstændig; hjælp gerne med at udfylde den.
- 1937-1948: Vera Skalts
- 1948-1952: Eugenie Engberg[9]
- 1952-1954: Skolens leder Eugenie Engberg var bortrejst til USA[10]
- 1954-1965: Robert Watt Boolsen[11] (første rektor)
- 1965-1967: ?
- 1967-1973: Åge Valbak[12] (slutår er anslået)
- 1974-1989: Erik Brünnich Smith [13][14]
- 1990-1995: Carl-Einar Jørgensen
- 2000-2008: Lone Severinsen[15] [16]